# Beckiella silvai
Beckiella silvai är en kvalsterart som beskrevs av Balogh och Sandór Mahunka 1979. Beckiella silvai ingår i släktet Beckiella och familjen Dampfiellidae. Inga underarter finns listade.